# Wilbert Hazelzet
Wilbert Hazelzet (* 20. November 1948 in Den Haag) ist ein niederländischer Flötist.
Nach dem Abitur arbeitete er in verschiedenen Bibliotheken und machte eine Ausbildung zum Krankenpfleger. Angeregt durch Kees Otten, Frans Vester und Frans Brüggen begann er ab 1970 mit dem Spiel der barocken Traversflöte und wurde 1978 Mitglied der Musica Antiqua Köln unter Reinhard Goebel. Seit 1985 ist Hazelzet Soloflötist in Ton Koopmans Amsterdam Baroque Orchestra. Er hat nicht nur das gesamte Kammermusikwerk und fast alle Flötensoli in den Kantaten von Johann Sebastian Bach aufgenommen, sondern auch Werke von Georg Philipp Telemann, Wilhelm Friedemann Bach, Wolfgang Amadeus Mozart u. a. eingespielt. Hazelzet, Jacques Ogg, Cembalo, und Konrad Junghänel, Laute, bilden ein regelmäßig auftretendes Trio. Hazelzet ist Professor für Traversflöte am Koninklijk Conservatorium Den Haag.